# دهستان مینان
دهستان مینان، یکی از دهستان‌های بخش مینان شهرستان سرباز در استان سیستان و بلوچستان ایران است. مرکز این دهستان، روستای باتک است.

## جمعیت
بر پایه سرشماری عمومی نفوس و مسکن در سال ۱۳۹۵، جمعیت دهستان مینان برابر با ۱۴٬۴۰۵ نفر بوده‌است.